# École de formation des sous-officiers de l'Armée de l'air et de l'espace
Pour les articles homonymes, voir École des sous-officiers.
L'École de formation des sous-officiers de l'Armée de l'air et de l'espace est l'unité d'instruction militaire et technique, initiale et professionnelle, des sous-officiers de l'Armée de l'air et de l'espace française (EFSOAAE). 
Elle est située sur la base aérienne 721 à 8 km au sud de Rochefort, en Nouvelle-Aquitaine.

## Situation géographie
L'École est située sur la base aérienne 721 au sud de Rochefort.
Le site militaire occupe une superficie de 235 hectares, répartie entre trois communes : Saint-Agnant, Soubise et Échillais.
La base aérienne 721 est située sur le site aéroportuaire de l'Aéroport de Rochefort-Saint-Agnant.

## Historique
L'École des apprentis mécaniciens de l'Armée de l'air est créée en 1932 à Rochefort à l'initiative du Sous-secrétaire d'État à l'Air Étienne Riché. Elle regroupe les formations de toutes les spécialités techniques des sous-officiers de l'Armée de l'air.
L'École est située sur le terrain de l'aéronavale de Soubise, à l'ouest du centre-ville de Rochefort.
Dès le début des années 1960, l’évolution des effectifs et des techniques donnait à l’École un aspect vieillissant et désordonné.
En 1964, l'École des Spécialistes des Télécommunications (ou BEST), antérieurement installée à Auxerre rejoint la base aérienne de Rochefort, intégrant l'Escadron d'Electronique Générale 1/317. 
Alors qu’en 1969, le ministère de la défense annonce le départ de l’École à Évreux, les réactions sont unanimes dans le département et Albert Bignon, député du département de la Charente-Maritime, réussit in extremis à faire annuler la décision. L’École restera donc en Charente-Maritime, mais il faut trouver alors une nouvelle localisation et rapidement.
Sans encore avoir choisi le site, l’Armée de l’air exigeait que soit construite une piste de 1700 x 30 mètres sur le même site. En effet, sur le site de l’aéronavale, une seule piste en herbe utilisable de mai à octobre existait.
Après quelques études rapides, le choix du nouveau site se portait sur l’espace actuel où se situe l’aéroport sur les communes de Saint-Agnant, Échillais et Soubise.
En 1979, l'École des apprentis mécaniciens de l'Armée de l'air se situe au sud de Rochefort. Elle étend son champ d'activité en accueillant successivement le centre pédagogique en 1984 puis l'École de gestion et d'administration (EGA) en 1993.
En 1954, l'école de formation initiale des sous-officiers de l'Armée de l'air (EFISO) se fixe à la Base aérienne 726 Nîmes. Elle est opérationnelle jusqu'à la fermeture de cette base aérienne, en 1996. Elle rejoint alors Rochefort.
En septembre 1998, l'école de Rochefort prend le nom d'École de formation des sous-officiers de l'Armée de l'air. L'EFSOAA devient ainsi le pôle de formation des sous-officiers de l'Armée de l'air. Elle est commandée par un officier général, commandant de la place d'armes de Rochefort.
Depuis 2002, elle accueille aussi la formation des mécaniciens de l'aéronautique navale, jusqu'alors dispensée au centre de l'aéronautique navale de Rochefort dissous en juin de la même année. Depuis 2010 elle est ouverte à l'Armée de terre et à la Gendarmerie nationale puis au personnel civil du service industriel de l'aéronautique (SIAé).

## Missions
L'École a pour mission de donner une formation de qualification professionnelle à tous les niveaux (certificats élémentaire et supérieur, cadre de maîtrise) dont :
- une formation militaire initiale et de perfectionnement pour tous les sous-officiers de l'Armée de l'air et de l'espace,
- une formation spécialisée pour tous les sous-officiers relevant de certaines spécialités techniques,
- des stages d'applications,
- des formations particulières en réponse à des besoins précis des forces,
- des stages de transformation afférents à la mise en œuvre de nouvelles technologies ou à l'évolution même des monographies d'emploi.

L’EFSOAAE dispense annuellement des formations militaires à près de 2500 élèves et stagiaires, et des formations techniques de durées variant de 1 jour à 42 semaines. Elle accueille environ 4900 élèves et stagiaires en présence simultanée, répartis au sein de quatre divisions de la direction des formations, pour les personnels de la Marine nationale et de l'Armée de terre (l'ESOMAA, les écoles des sous-officiers et des militaires du rang de l’Armée de l’air en 2011 ont dispensé des formations à environ 9 000 élèves et stagiaires, 530 de la Marine et 130 de l’Armée de terre au cours de 146 stages). L'EFSOAAE forme aujourd'hui avec l’école d'enseignement technique de l'Armée de l'air et de l'espace (EETAAE) de Saintes le "pôle de formation à la maintenance aéronautique de la défense". Ce pôle assure notamment la formation des spécialistes "vecteur" de l'Armée de l'air et de l'espace "porteur" de l’aéronautique navale, et "cellules et motorisation des aéronefs" de l'aviation légère de l'Armée de terre.
L'École dispense également la formation professionnelle des personnels spécialistes de l'aviation navale, celle des techniciens des métiers de l'image des armées et de la gendarmerie ainsi que des formations particulières, notamment pédagogiques. Des stages d'application à la logistique au profit de l'ensemble des officiers des spécialités techniques sont aussi organisés.

## Divisions
Les divisions de formations dispensées à l'École sont :
- la Division de la Formation Militaire (formation militaire initiale, d'encadrement et de commandement - service des sports - enseignement de l'anglais et du secourisme) ;

- la Division des Spécialités Aéronautiques (formation spécialisée pour tous les sous-officiers relevant des spécialités techniques bord et la formation technique des sous-officiers mécaniciens navigants, stages d'applications, formations particulières en réponse à des besoins précis des forces, stages de transformation afférents à la mise en œuvre de nouvelles technologies ou à l'évolution même des monographies d'emploi ; elle dispense ses formations professionnelles aux personnels spécialistes de l'Armée de l'air et de l'espace, de l'aviation navale, du ministère de la Défense et de pays étrangers) ;

- la Division des Spécialités du Soutien (formation dans certaines spécialités de soutien et dans les spécialités de systèmes d'information et de communications, formation interarmées aux métiers de l'image) ;

- la Division du Soutien Spécialisé des Formations.

## Formations

### Recrutement
Admission :
- Titulaire au minimum du baccalauréat (professionnel, général ou technologique) jusqu'à bac + 2, voire licence professionnelle ; avoir entre 17 ans et demi et 30 ans[3] ; retrait et dépôt de dossier au CIRFA Bureau Air. Tests de présélection au centre de sélection (Rennes, Vincennes, Nancy, Bordeaux ou Lyon) sur 3 jours. Tests psychotechniques, puis sélection sur tests d'anglais, mathématiques, tests physiques ; aptitude médicale et entretien de motivation.

Scolarité :
- Durée des études : 4 mois (16 semaines) de formation militaire. Elle comprend une instruction militaire, une formation du combattant, une instruction civique, une éducation physique et sportive. La réussite de la formation militaire entraîne la délivrance du certificat d'aptitude militaire (C.A.M.)[4] nécessaire pour l'admission en école de formation professionnelle. Suivant les spécialités, elle est suivie de 2 mois et une semaine (9 semaines) à 9 mois (36 semaines) de formation professionnelle dispensée dans l'une des écoles de l'Armée de l'air, en fonction de la spécialité. La scolarité est gratuite et les élèves militaires sont rémunérés.

### Évolutions
Il existe une période probatoire d’une durée de six mois, pendant laquelle l’autorité militaire, ou l'intéressé, peuvent dénoncer le contrat.
Contrat : 
- De cinq années ou six années, renouvelable. Au cours du deuxième contrat, un concours interne permet de devenir sous-officier de carrière[2],[5],[6].

Chaque sous-officier a également la possibilité de devenir officier de carrière, après trois années de service, par voie de concours interne. S'il réussit le concours d'entrée à l’École de l'air et de l'espace de Salon-de-Provence, la scolarité dure deux années.

## Effectifs
- Les recrutements sont passés de 700 par an en 2014 à 1 800 en2023[7].
- Dispense annuellement des formations militaires à près de 2500 élèves et stagiaires, et des formations techniques de durées variant de 1 jour à 42 semaines, à environ 4900 élèves et stagiaires.
- L'ESOMAA, les écoles des sous-officiers et des militaires du rang de l’Armée de l’air en 2011 ont dispensé des formations à environ 9 000 élèves et stagiaires, 530 de la Marine et 130 de l’Armée de terre au cours de 146 stages.

## Photos

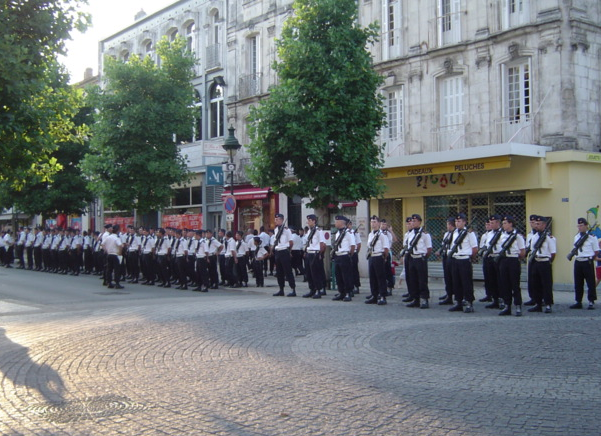
Sous-officiers en rang pour la cérémonie du 14 juillet
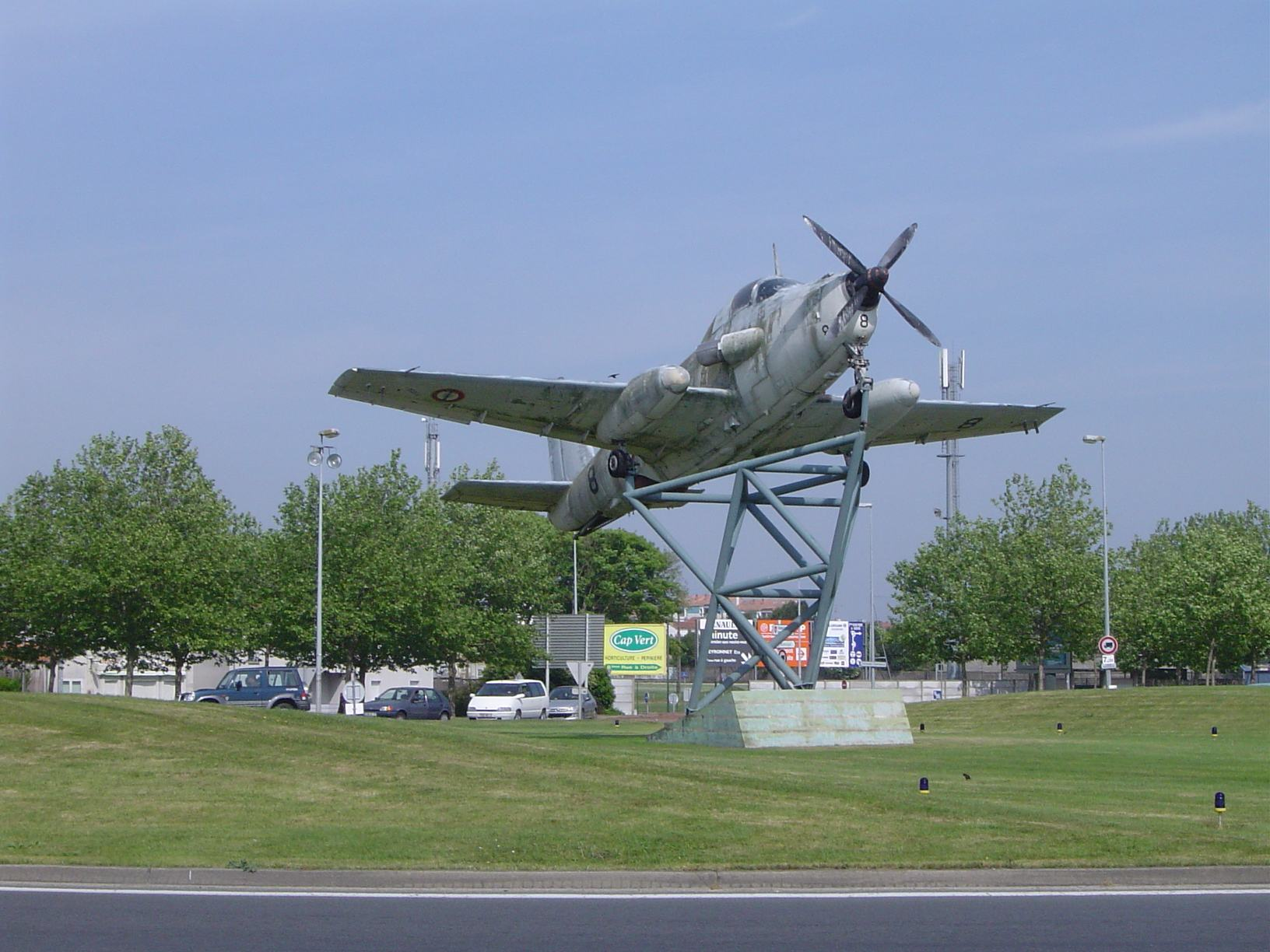
Rond-point Albert Bignon sur lequel est posé un Breguet Alizé fleuron de l'Aéronavale de 1960 à 2000
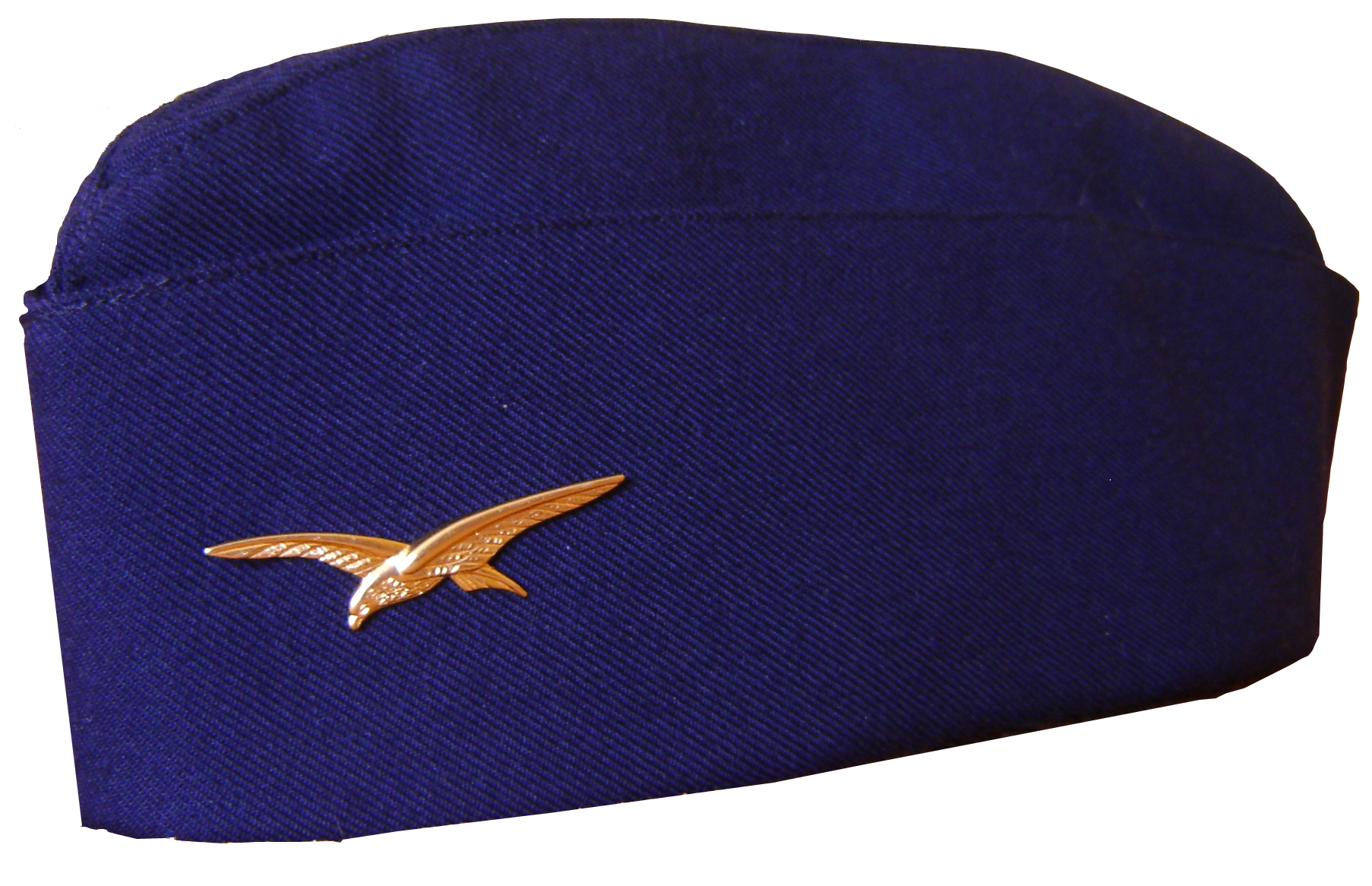
Calot de l'Armée de l'air.
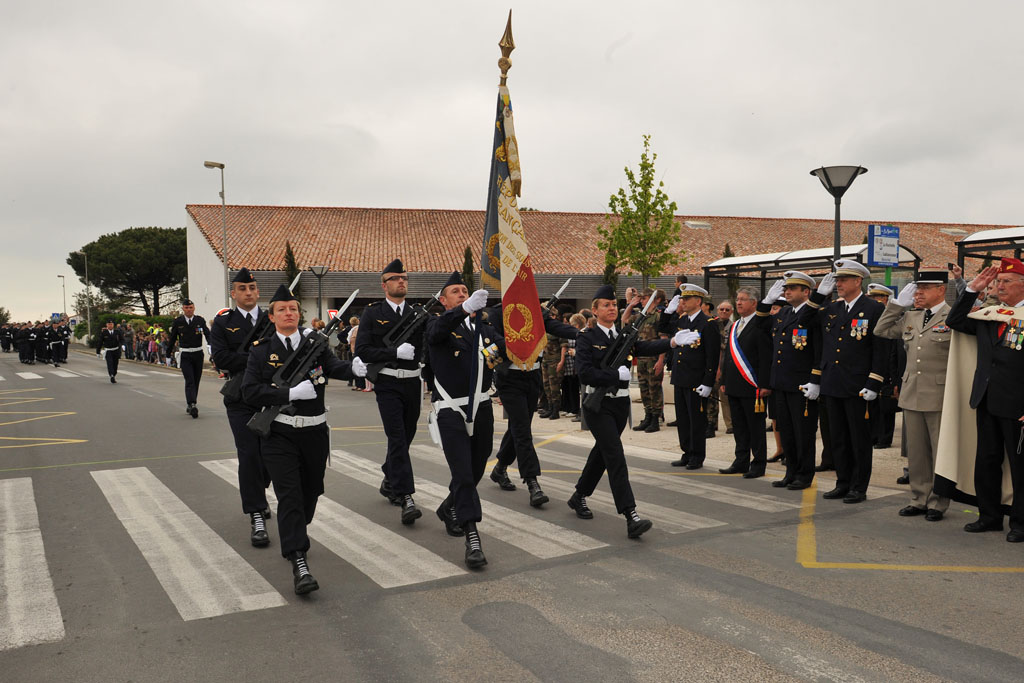
La garde du drapeau de l’École de formation des sous-officiers de l’Armée de l’air (EFSOAA).
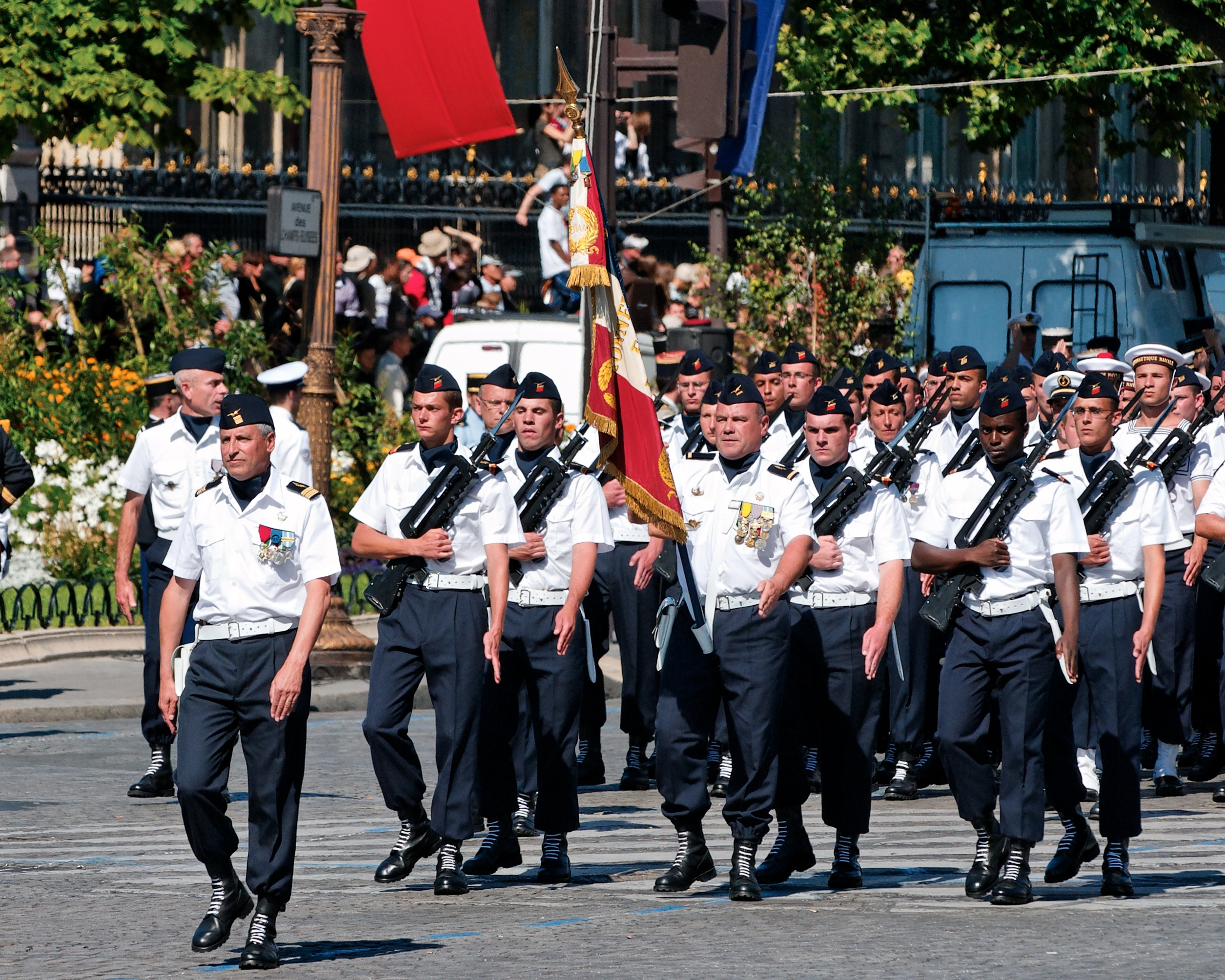
Garde au drapeau de l'École de formation des sous-officiers de l'Armée de l'air (EFSOAA), au défilé du 14 juillet 2008 sur les Champs-Élysées, Paris.

## Drapeau
- L'École des sous-officiers de l'Armée de l'air et de l'espace est dotée de son propre drapeau qui a été homologué en 2001.

Inscription : "ÉCOLE DE FORMATION DES SOUS-OFFICIERS DE L'ARMÉE DE L'AIR".
Par décret du président de la République en date du 25 janvier 2002, le drapeau fut décoré de la Médaille militaire, dans la cour d'honneur du château de Vincennes le 5 février 2002 par le président Chirac.
- L'École de formation des sous-officiers de l'Armée de l'air et de l'espace assure la garde du drapeau de l'École technique de l'Armée de l'air dont elle est l'héritière directe. Attribution du drapeau à l'École de Rochefort par circulaire N° 595-1-L/EMAA du 15 juin 1939.

Inscription : "ÉCOLE TECHNIQUE DE L'ARMÉE DE L'AIR". Le drapeau a été décoré :
- De la médaille de l'Aéronautique : décret du 13 janvier 1956 (BO décoration du 1er février 1956)
- De la croix de guerre 1939-1945 avec palme par décision n° 144 du 02 mai 1956 (JO du 11 mai 1956), avec la citation suivante :

"Brillante École Technique de l'Armée de l'air, qui en trente années d'existence a formé un magnifique Corps de sous-officiers Mécaniciens, l'un des plus sûrs garants de l'efficacité de l'Armée de l'air". "Pendant toute la durée de la guerre 39-45, ces sous-officiers, faisant partie des équipages ont combattu dans tous les cieux, partageant ainsi les missions, les risques et les sacrifices du personnel navigant. Après 1940, ils ont pris part à la lutte dans les rangs de la Résistance et leurs noms illustrent le martyrologe de la torture et de la déportation. Ainsi, par leur conduite exemplaire en tous lieux et en toutes circonstances au cours de la guerre 39-45, les mécaniciens de l'Armée de l'air ont légué à leur École une tradition militaire et aéronautique de dévouement, de sacrifice au service des ailes française et de la nation". 
La remise de la croix de guerre ainsi que la médaille de l'Aéronautique s'est déroulée à Rochefort le 18 mai 1956, en présence de Henri Laforest, secrétaire d'État aux Forces Armées Air.
La cérémonie traditionnelle de présentation au drapeau marque officiellement l'entrée des élèves sous-officiers dans l'Armée de l'air et de l'espace. Organisée soit sur place, soit dans les communes environnantes de la base aérienne 721, la cérémonie de présentation au drapeau est un moment important tant pour les élèves que pour les familles présentes à cette cérémonie solennelle.